# Пановский, Николай Михайлович
Николай Михайлович Пановский (1802—1872) — русский писатель-сатирик.

## Биография
Происходил из дворян. Окончил Императорский Московский университет. По окончании университета служил в гусарах. Начал службу подпрапорщиком в Таврическом гренадерском полку (1818), из которого перешел в Киевский гренадерский полк, а из него в Ахтырский гусарский (1821). Вышел в отставку с чином штаб-ротмистра (1828). Служил в Управлении варшавского военного губернатора, заведуя столом высшей полиции (1832—1834). Находился в Главном дежурстве действующей армии (1835–1836). Был назначен редактором «Официальной газеты царства Польского» (1837). Занимал должность секретаря 2-го класса в отделении общего управления Правительственной комиссии внутренних дел (1838). Находился в Канцелярии Варшавского военного генерал-губернатора (с 1840). Вышел в отставку (1849), поселился в Москве и стал заниматься литературой. Был известен как каламбурист и остряк.
На литературное поприще выступил не по призванию, а случайно: прожив легкомысленно свое состояние, он волей-неволей принужден был искать заработка и с 1850 года сделался сотрудником «Москвитянина», в котором начал печатать фельетоны из заграничной жизни, обратившие на себя внимание публики остроумием, живостью и занимательностью изложения. Затем, он помещал статьи самого разнообразного содержания в «Московских Ведомостях», «Русском Вестнике», «Современной Летописи» (1861—1871), в газете Н. Ф. Павлова «Наше время» (1860—1863) и в газете С. П. Яковлева «Вестник Московской политехнической выставки» (1872), подписываясь псевдонимом «Вдвоём». Рассказ Пановского «Могила братьев», напечатанный в «Русском Вестнике» (1858) был переведён на французский язык Александром Дюма, с которым автор находился в приятельских отношениях.
Пановский отличался беззаботностью, легкомыслием, но был умный, начитанный, разносторонне образованный человек, обладавший литературным тактом и вкусом, сохранивший до старости хорошую память, остроумие и веселость, Москвичи любили его и, по словам А. Н. Андреева, «главнее всего за уменье хорошо кушать и быть в этом случае незаменимым застольным товарищем». Его экспромты и сатирические стихотворения пользовались в Москве большой известностью. Пановский был приятелем Л. С. Пушкина.